# Žalm 77

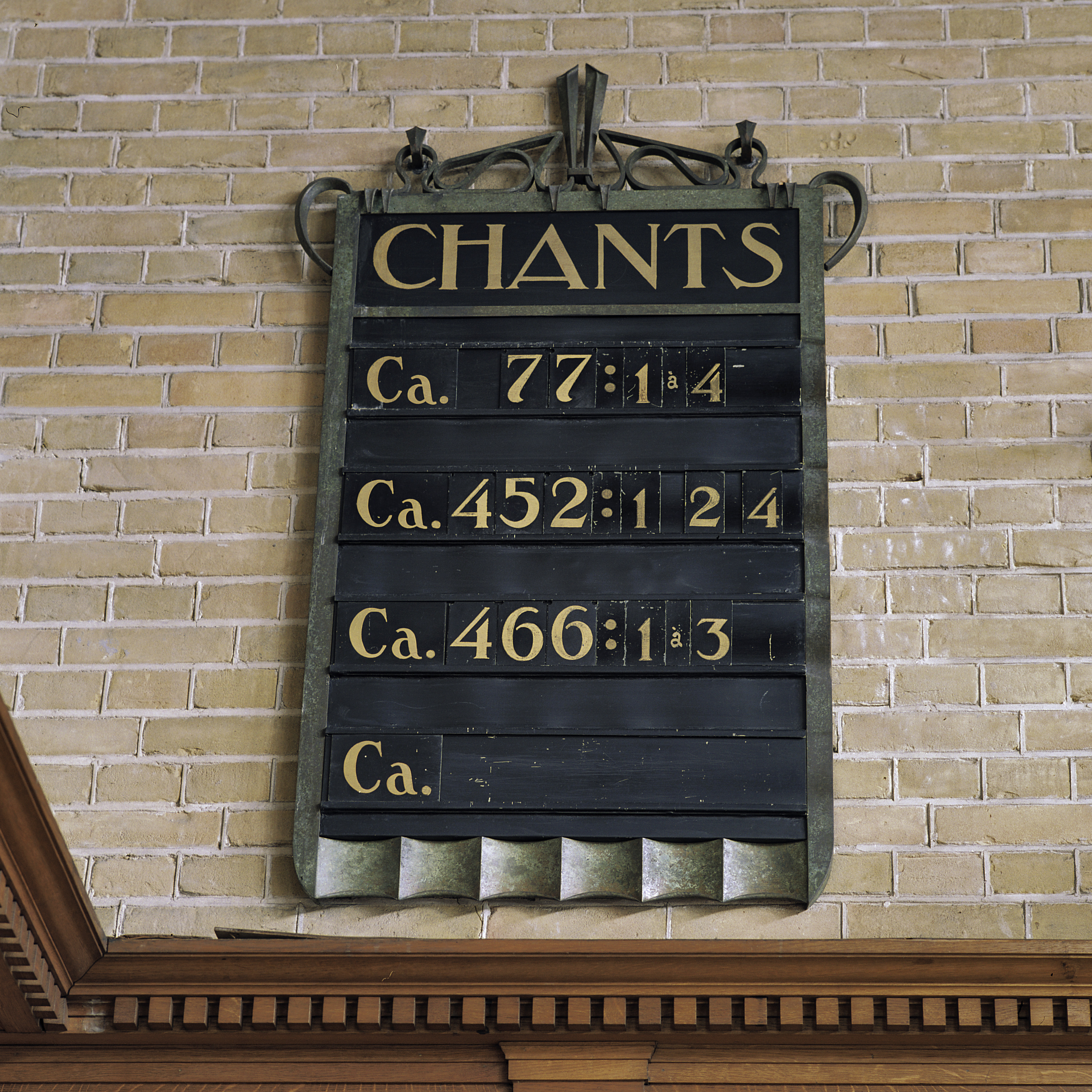
2006 v Rotterdamu, Hymnické tabule v Nizozemsku, Interiér Waalsekerku (Rotterdam), Fotografie Sergé Technau, Žalm 77, W. H. Gispen

Žalm 77 („Úpěnlivě volám k Bohu“, v Septuagintě dle řeckého číslování žalm 76) je biblický žalm. Žalm je nadepsán těmito slovy: „Pro předního zpěváka, podle Jedútúna. Pro Asafa, žalm.“ Podle některých vykladačů hebrejské slovo v nadepsání lamnaceach (לַמְנַצֵחַ, „pro předního zpěváka“) znamená, že žalm byl určen k tomu, aby jej při určitých příležitostech odzpívával zkušený zpěvák.